# Gracillaria loriolella
Gracillaria loriolella là một loài bướm đêm thuộc họ Gracillariidae. Nó được tìm thấy ở Na Uy, Pháp, Thụy Sĩ, Áo, Cộng hòa Séc, Ba Lan, Hungary, Moldova, phần châu Âu thuộc Nga, Ukraina, Tajikistan, Turkmenistan.
Ấu trùng ăn các loài Fraxinus, bao gồm Fraxinus potamophila.